# Championnat d'Irlande du Nord de football 2004-2005
Navigation
Édition précédente Édition suivante
Le 103e Championnat d'Irlande du Nord de football se déroule en 2004-2005. Glentoran FC remporte son vingt-deuxième titre de champion d’Irlande du Nord avec deux points d’avance sur le deuxième Linfield FC. Portadown FC, complète le podium.  
Le championnat semble se stabiliser. La même formule que la saison précédente est reconduite. 
Le système de promotion/relégation est maintenu. L’équipe classée dernière de première division est reléguée et remplacée par l’équipe qui a gagné la deuxième division. Omagh Town descend donc en deuxième division pour être remplacée par Glenavon FC qui n’aura donc passé qu’une seule année en deuxième division.
L’équipe classée quinzième de première division participe à un match de barrage (aller-retour) contre celle qui a terminé deuxième de deuxième division ; le vainqueur étant qualifié pour la première division. Armagh City bat Crusaders FC et prend sa place en première division.
Avec 19 buts marqués en 30 matchs,  Chris Morgan  de Glentoran FC remporte pour la première fois le titre de meilleur buteur de la compétition.

## Les 16 clubs participants
| Club                                  | Stade                 | Capacité | Ville       |
| ------------------------------------- | --------------------- | -------- | ----------- |
| Ards FC                               | Castlereagh Park      | 8 000    | Newtownards |
| Ballymena United                      | The Showgrounds       | 7 500    | Ballymena   |
| Cliftonville FC                       | Solitude              | 7 200    | Belfast     |
| Coleraine FC                          | The Showgrounds       | 6 600    | Coleraine   |
| Crusaders FC                          | Seaview               | 9 100    | Belfast     |
| Distillery FC                         | New Grosvenor Stadium | 8 000    | Lisburn     |
| Dungannon Swifts                      | Stangmore Park        | 3 000    | Dungannon   |
| Glentoran FC                          | The Oval              | 14 100   | Belfast     |
| Institute FC                          | YMCA Grounds          | 2 200    | Drumahoe    |
| Larne FC                              | Inver Park            | 6 000    | Larne       |
| Limavady United                       | The Showgrounds       | 1 500    | Limavady    |
| Linfield FC                           | Windsor Park          | 20 500   | Belfast     |
| Loughgall FC                          | Lakeview Park         | 3 000    | Loughgall   |
| Newry City                            | The Showgrounds       | 6 500    | Newry       |
| Omagh Town Football and Athletic Club | St. Julian's Road     | 5 000    | Omagh       |
| Portadown FC                          | Shamrock Park         | 5 800    | Portadown   |

## Compétition

### La pré-saison
Newry Town change son nom en Newry City

### Classement
Le classement est établi sur le barème de points classique (victoire à 3 points, match nul à 1, défaite à 0).
| Rang | Équipe           | Pts | J  | G  | N  | P  | Bp | Bc | Diff |
| ---- | ---------------- | --- | -- | -- | -- | -- | -- | -- | ---- |
| 1    | Glentoran FC     | 74  | 30 | 24 | 2  | 4  | 73 | 22 | +51  |
| 2    | Linfield FC T    | 72  | 30 | 22 | 6  | 2  | 78 | 23 | +55  |
| 3    | Portadown FC C   | 58  | 30 | 18 | 4  | 8  | 64 | 29 | +35  |
| 4    | Dungannon Swifts | 50  | 30 | 15 | 5  | 10 | 57 | 39 | +18  |
| 5    | Limavady United  | 48  | 30 | 13 | 9  | 8  | 52 | 36 | +16  |
| 6    | Coleraine FC     | 47  | 30 | 14 | 5  | 11 | 62 | 47 | +15  |
| 7    | Distillery FC    | 47  | 30 | 13 | 8  | 9  | 49 | 42 | +7   |
| 8    | Ballymena United | 45  | 30 | 11 | 12 | 7  | 40 | 37 | +3   |
| 9    | Institute FC     | 36  | 30 | 11 | 3  | 16 | 36 | 50 | -14  |
| 10   | Newry City       | 35  | 30 | 10 | 5  | 15 | 38 | 63 | -25  |
| 11   | Cliftonville FC  | 34  | 30 | 9  | 7  | 14 | 29 | 44 | -15  |
| 12   | Loughgall FC     | 30  | 30 | 8  | 6  | 16 | 34 | 53 | -19  |
| 13   | Larne FC         | 28  | 30 | 7  | 7  | 16 | 31 | 60 | -29  |
| 14   | Ards FC          | 26  | 30 | 6  | 8  | 16 | 33 | 54 | -21  |
| 15   | Crusaders FC     | 24  | 30 | 5  | 9  | 16 | 27 | 48 | -21  |
| 16   | Omagh Town       | 17  | 30 | 5  | 2  | 23 | 32 | 88 | -56  |

| Légende : Qualifications et relégations | Légende : Qualifications et relégations                                      |
| --------------------------------------- | ---------------------------------------------------------------------------- |
|                                         | Ligue des champions de l'UEFA 2005-2006                                      |
|                                         | Coupe UEFA 2005-2006                                                         |
|                                         | Relégation en deuxième division                                              |
|                                         | Barrage de relégation contre le deuxième de D2                               |
|                                         | T : Tenant du titre C : Vainqueurs de la Coupe d'Irlande du Nord de football |

#### Matchs de barrage
|  | Crusaders FC | 1-1 et 1-2 | Glenavon FC |  |  |
|  |              |            |             |  |  |

## Bilan de la saison
| Tableau d'Honneur                         |              |
| Compétition                               | Vainqueur    |
| Championnat d'Irlande du Nord de football | Glentoran FC |
| Coupe d'Irlande du Nord de football       | Portadown FC |

| Promotions et relégations |             |
| Relégués                  | Omagh Town  |
| Promus                    | Glenavon FC |

## Statistiques

### Meilleur buteur
1. Chris Morgan, Glentoran FC, 19 buts